# Québec-Presse
Québec-Presse est un hebdomadaire de gauche et indépendantiste québécois publié du 19 octobre 1969 au 10 novembre 1974. Le journal, initié par les milieux syndicaux québécois, s'affiche comme anticapitaliste et combattant pour les intérêts des classes populaires du Québec.

## Historique

### Démarrage
En 1969, Michel Chartrand, président du Conseil central de Montréal de la Confédération des syndicats nationaux (CSN) met de l'avant l'idée d'un journal voué à la défense des intérêts des travailleurs et du monde syndical. Les autres grandes centrales syndicales du Québec, la Fédération des travailleurs du Québec (FTQ) et la Centrale de l'enseignement du Québec (CEQ) adhèrent au projet et, avec la participation de divers organismes coopératifs québécois, fondent l'Association coopérative des publications populaires, dont l'unique raison d'être est la publication de Québec-Presse.
Les initiateurs du projet souhaitent faire de cet hebdomadaire du dimanche, un journal de masse tirant dès le départ à 100 000 exemplaires. À titre de comparaison, Dimanche-Matin, un hebdo populiste, tire alors à 250 000 exemplaires,,.

### Organisation et indépendance du comité de rédaction
L’assemblée générale de la coopérative rassemble des sociétaires issus principalement de milieux syndicaux et populaires. Le conseil d'administration est constitué de 15 personnes. Sans qu'il y ait de quota formel de représentation, il comporte trois journalistes en poste et des représentants des trois centrales syndicales et de la Fédération des Caisses d’économie.
Cinq directeurs se succèdent pendant les cinq années d'existence du journal: Pierre Lebeuf, Gaétan Dufour, le futur ministre péquiste Gérald Godin, Paul Cliche et Normand Caron,.
Québec-Presse se distingue des journaux concurrents, et de la presse en général, par le haut degré d'indépendance des journalistes vis-à-vis des propriétaires. Dans sa Déclaration de principes, la coopérative reconnait à ses journalistes la totale responsabilité du contenu du journal, à l’intérieur des balises posées par l’assemblée générale des sociétaires. Le comité de rédaction, composé aux deux tiers de journalistes de Québec-Presse et d'un tiers de membres du CA, a le plein pouvoir sur le contrôle rédactionnel. L'indépendance n'est pas que théorique car l'équipe de rédaction se montre effectivement critique dans les pages du journal face aux centrales syndicales qui en sont les principaux bailleurs de fonds. Pour les journalistes, cette exceptionnelle liberté professionnelle crée un profond attachement au journal malgré des conditions salariales moins favorables que celles des autres journaux,.

### Difficultés et fermeture
La coopérative éprouve dès ses débuts des difficultés d'encaisse. Alors que l'estimation de la mise de fond initiale varie entre 200 000 $ et 375 000 $ (équivalent à environ 2 à 3 millions $ de 2022), la publication du journal démarre avec 30 000 $ dans ses coffres. Les membres du CA et les administrateurs doivent dès le départ, et pendant toute l'existence du journal, solliciter les partenaires pour renflouer la caisse,,.
Le souhait de créer un journal de masse ne se réalise pas. Les ventes plafonnent à 30 000 copies, à l'exception d'une pointe de 50 000 copies lors de la crise d'Octobre. De plus, le lecteur type, de moins de 35 ans, très scolarisé, à revenu moyen et lecteur du journal Le Devoir, ne correspond pas au public pour lequel le journal a été créé,,.
En plus du faible tirage, le ton du journal et son orientation idéologique a un effet négatif sur les revenus publicitaires. Alors que les journaux tirent les trois quarts de leur revenus de la publicité, Québec-Presse n'en retire au maximum que le quart. Même les partenaires syndicaux, en période de conflit de travail, se tournent vers les journaux établis, au détriment de Québec-Presse,.
Le journal possède néanmoins un fort capital de sympathie dans la communauté artistique et une partie de la population, ce qui lui permet d'organiser des spectacles-bénéfices, les « Québec-Presse Chaud », auxquels participent bénévolement de nombreux artistes connus, tels Yvon Deschamps, Pauline Julien, Raoul Duguay, Harmonium et autres,.
Alors que les diverses tentatives de redressement s'avèrent insuffisantes, apparaît en février 1974 Le Jour un quotidien indépendantiste mis sur pied par trois piliers du Parti Québécois : René Lévesque, Jacques Parizeau et Yves Michaud. Une partie des lecteurs indépendantistes de Québec-Presse et une partie des annonceurs migrent vers ce nouveau concurrent.
Québec-Presse tente de changer de formule. À la suite d'une entente avec Le Nouvel Observateur, sept articles de ce dernier sont publiés, mais la réception est mitigée. À l'été 1974, Québec-Presse cesse de paraître pendant quelques semaines pour se réorienter, mais à son retour, la moitié des lecteurs ne sont plus au rendez-vous.
Parallèlement, depuis la création du journal, la solidarité inter-syndicale entre la CSN, la FTQ et la CEQ s'effrite, remplacée par un retour à la compétition et au maraudage. Les centrales voient leurs propres dépenses augmenter et leurs priorités changent. Elles retirent leur soutien financier à Québec-Presse, qui est toujours loin de la rentabilité,,.
Après 252 numéros, le journal cesse d'être publié le 10 novembre 1974. Sa dette totale s'élève à près de 700 000 $,,.
Un numéro hors-série réalisé par des vétérans du journal est publié le 1er mai 1981 par l’Institut canadien d’éducation des adultes.

## Contenu
À ses débuts, le journal se présente comme étant à la fois un hebdomadaire et un quotidien du dimanche. La section hebdomadaire comporte des reportages, chroniques et éditoriaux. L'autre section, consacrée à l'actualité du samedi, couvre les faits divers, la politique et autres sujets d'actualité. Les dix dernières pages sont consacrées aux sports. Le journal est connu à la fois pour ses titres sensationnalistes et ses dossiers fouillés. L'actualité du samedi est abandonnée à partir de juillet 1971. Au cours de la dernière année, le journal adopte graduellement une formule magazine, moins orientée sur l'actualité immédiate.,.
Au point de vue idéologique, le journal est résolument de gauche. Il s'affiche comme anticapitaliste, indépendantiste et combattant pour les classes populaires. Il ne se prétend ni objectif ni neutre, mais décrit la nouvelle et en fait l'analyse selon ce point de vue, exprimé dans sa Déclaration de principes,,,.
Les grands dossiers de Québec-Presse, qui s'apparentent au journalisme d'enquête, traitent de sujets que les journaux concurrents n'abordent pas. Le comité rédactionnel n'hésite pas à dégager un journaliste pendant plusieurs semaines pour approfondir un dossier.

## Journalistes et autres participants
Plusieurs personnes participent à la rédaction et à la production du journal. Parmi les plus connues ou fréquemment mentionnées, on retrouve Micheline Lachance, Jacques Keable, Gérald Godin, Robert Lévesque, Pierre Vadeboncoeur, Pierre Vallières, Georges-Hébert Germain, Jacques Guay, Michel Lacombe et Pierre Pascau. Jacques Parizeau y tient une chronique jusqu'à la fin, même après avoir cofondé le journal concurrent Le Jour. Claude Jasmin y publie un roman-feuilleton. Pierre Dupras est caricaturiste et bédéiste. L'écrivain Réjean Ducharme, déjà célèbre et néanmoins reconnu pour son extrême discrétion face aux médias, est engagé par Gérald Godin comme correcteur d’épreuves,,,,.